# الجمهورياتية في المغرب
في تاريخ المغرب، قامت عدة محاولات لتطبيق نوع من أتواع الحكم الجمهوري في البلاد:
- بين عامي 1627 و1628، أقام اللاجئون الموريون، الذين تركوا الأندلس، جمهورية بورقراق في مدينتي سلا والرباط والتي كانت قاعدة القراصنة.

علم جمهورية الريف (1921-1926)

- بين عامي1921 و1926، أسس الثوار البربر المقاومين للإستعمار الإسباني جمهورية الريف  بقيادة عبد الكريم الخطابي. وفي عام 1925 حاولوا ضم مدينة فاس الخاضعة للحكم الفرنسي في المغرب، إلا أنهم فشلوا في المحاولة مما أدى إلى زوال دولتهم.

- في عام 1971، قام ضباط الجيش، بقيادة  الكولونيل أمحمد أعبابو قائد مدرسة أهرمومو العسكرية والجنرال محمد المدبوح، بمحاولة انقلابية وذلك بمهاجمة الملك الحسن الثاني في قصر الصخيرات وأعلنوا الجمهورية من إذاعة الرباط، ولكن تمكن الجنرال محمد أفقير من قمع هذه المحاولة. بعد ذلك، قام أفقير نفسه بمحاولة للإنقلاب في عام 1972عندما قامت القوات الجوية بعدة محاولت لإسقاط طائرة الملك كما هاجمت مطار الرباط وقصفت القصر الملكي في الرباط، ولكن فشل هذا الانقلاب في نهاية المطاف.

## التاريخ

### جمهورية بورقراق

علم جمهورية سلا

تُعتبر جمهورية قراصنة بورقراق هي أول محاولة لإقامة حكم جمهوري في المغرب. فبعد أن أصدر الملك فيليب الثالث ملك إسبانيا في عام 1609 مرسومًا ملكيا يقضي بطرد المورسكيين عام 1609 مما أجبر نحو 3 آلاف منهم على مغادرة مدينة هورناشوس فتوجهوا إلى مدينة سلا بالمغرب، وسرعان ما أسس المورسكيون القادمون من هورناشوس أو الحورناشيون جمهورية بورقراق كيان مستقل في الفترة ما بين عامي 1624 و1668 عند مدخل وادي نهر بورقراق في المغرب قرب مدينة سلا والعاصمة الرباط. كان أول زعماء جمهورية بورقراق هو مراد رايس الأصغر، والذي كان قرصانا هولنديا يدعى جان جانزون قبل أن يعتنق الإسلام، وقد امتد حكمه لجمهورية سلا والرباط بدءًا من عام 1624 وحتى 1627، وكانت الجمهورية الوليدة تعيش على قرصنة السفن في البحر الأبيض المتوسط والمحيط الأطلنطي وتجارة العبيد. وفي عام 1627 رحل مراد رايس الأصغر إلى الجزائر تاركا منصب الرئيس خاليا، فحاول السلطان زيدان الناصر أن يخلفه في حكم جمهورية بورقراق، غير أن المورسكيون رفضوا الاعتراف به وشكلوا مجلسا للحكم أسموه بالديوان، والذي كان يتألف من 12 أو 14 عضوا، وأوكلوا إلى أعضاء الديوان مهمة انتخاب الحاكم أو الأدميرال الكبير في شهر مايو من كل عام. ولكن عندما أخذ العلويون في بسط نفوذهم على الأراضي المغربية وتوحيدها، سقطت جمهورية سلا والرباط عام 1668 في قبضة السلطان العلوي الرشيد لتعد تابعة لسيادة التاج المغربي.

### جمهورية الريف
في عام 1912 وقعت كل من فرنسا وإسبانيا معا اتفاقية قضت باقتسام الأراضي المغربية بين السلطتين الاستعماريتين، فآلت منطقة الريف، وهي المنطقة الجبلية الواقعة في شمال المغرب على ساحل البحر المتوسط، ومنطقة الصحراء إلى إسبانيا على حين آلت بقية أراضي المغرب إلى فرنسا. سعت إسبانيا لفرض سيطرتها على منطقة أنوال، وكان عبد الكريم الخطابي آنذاك هو الحاكم الفعلي لمنطقة الريف، وعندما توفي في عام 1920 خلفه ابنه محمد الذي قاوم الوجود الإسباني والفرنسي على أرضه، وتمكن من هزيمة القوات الإسبانية في معركة أنوال في 21 يوليو 1921 وألحق بهم خسائر فادحة، ثم دعا جميع قبائل منطقة الريف في فبراير 1923 إلى الدفاع عن أراضي منطقة الريف وقام بتأسيس مجلس شورى عام عرف بالجمعية الوطنية لتنظيم المقاومة المغربية وإدارة شؤون البلاد، وهو المجلس الذي أعلن استقلال منطقة الريف وتأسيس جمهورية الريف تحت قيادة الأمير محمد بن عبد الكريم الخطابي، ولكن سرعان ما تمكنت فرنسا وإسبانيا من قمعها والقضاء عليها في 27 مايو 1926، ونفي الأمير محمد عبد الكريم الخطابي إلى جزيرة لاريفيون الواقعة في المحيط الهندي ثم إلى جزيرة لارينيون.

## وصلات خارجية
- علم وتاريخ من جمهورية الريف